# Дайлана Реїс
Дайлана Гомес Дос Реїс (порт. Dailane Gomes Dos Reis; нар. 30 січня 1990, Нітерой, штат Ріо-де-Жанейро) — бразильська борчиня вільного стилю, срібна призерка Панамериканського чемпіонату, бронзова призерка Південноамериканських ігор, чемпіонка, чотириразова срібна та бронзова призерка Чемпіонатів Південної Америки, триразова бронзова призерка чемпіонатів світу серед військовослужбовців.

## Життєпис
Боротьбою почала займатися з 2004 року. У 2009 та 2010 роках році ставала срібною призеркою Панамериканських чемпіонатів з боротьби серед юніорів.
Виступала за борцівський клуб Нітероя. Тренер — Флавіо Кабраль (з 2004), П'єдро Гарсія (з 2009).

## Спортивні результати на міжнародних змаганнях

### Виступи на Чемпіонатах світу
| Змагання                        | Збірна   | Вагова категорія          | Місце |
| ------------------------------- | -------- | ------------------------- | ----- |
| Чемпіонат світу з боротьби 2009 | Бразилія | жіноча боротьба, до 63 кг | 18    |
| Чемпіонат світу з боротьби 2011 | Бразилія | жіноча боротьба, до 63 кг | 32    |
| Чемпіонат світу з боротьби 2017 | Бразилія | жіноча боротьба, до 69 кг | 15    |

### Виступи на Панамериканських чемпіонатах
| Змагання                                   | Збірна   | Вагова категорія          | Місце  |
| ------------------------------------------ | -------- | ------------------------- | ------ |
| Панамериканський чемпіонат з боротьби 2009 | Бразилія | жіноча боротьба, до 63 кг | 7      |
| Панамериканський чемпіонат з боротьби 2011 | Бразилія | жіноча боротьба, до 63 кг | 9      |
| Панамериканський чемпіонат з боротьби 2014 | Бразилія | жіноча боротьба, до 63 кг | 8      |
| Панамериканський чемпіонат з боротьби 2017 | Бразилія | жіноча боротьба, до 69 кг | Срібло |
| Панамериканський чемпіонат з боротьби 2018 | Бразилія | жіноча боротьба, до 68 кг | 8      |
| Панамериканський чемпіонат з боротьби 2019 | Бразилія | жіноча боротьба, до 68 кг | 7      |
| Панамериканський чемпіонат з боротьби 2020 | Бразилія | жіноча боротьба, до 68 кг | 9      |

### Виступи на Чемпіонатах Південної Америки
| Змагання                                    | Збірна   | Вагова категорія          | Місце  |
| ------------------------------------------- | -------- | ------------------------- | ------ |
| Чемпіонат Південної Америки з боротьби 2011 | Бразилія | жіноча боротьба, до 63 кг | Срібло |
| Чемпіонат Південної Америки з боротьби 2013 | Бразилія | жіноча боротьба, до 63 кг | Срібло |
| Чемпіонат Південної Америки з боротьби 2015 | Бразилія | жіноча боротьба, до 63 кг | Срібло |
| Чемпіонат Південної Америки з боротьби 2016 | Бразилія | жіноча боротьба, до 69 кг | Бронза |
| Чемпіонат Південної Америки з боротьби 2017 | Бразилія | жіноча боротьба, до 69 кг | Золото |
| Чемпіонат Південної Америки з боротьби 2019 | Бразилія | жіноча боротьба, до 68 кг | Срібло |

### Виступи на Південноамериканських іграх
| Змагання                       | Збірна   | Вагова категорія          | Місце  |
| ------------------------------ | -------- | ------------------------- | ------ |
| Південноамериканські ігри 2018 | Бразилія | жіноча боротьба, до 68 кг | Бронза |

### Виступи на Чемпіонатах світу серед військовослужбовців
| Змагання                                                  | Збірна   | Вагова категорія          | Місце  |
| --------------------------------------------------------- | -------- | ------------------------- | ------ |
| Чемпіонат світу з боротьби серед військовослужбовців 2014 | Бразилія | жіноча боротьба, до 63 кг | Бронза |
| Чемпіонат світу з боротьби серед військовослужбовців 2016 | Бразилія | жіноча боротьба, до 63 кг | Бронза |
| Чемпіонат світу з боротьби серед військовослужбовців 2018 | Бразилія | жіноча боротьба, до 68 кг | Бронза |

### Виступи на Всесвітніх іграх військовослужбовців
| Змагання                                | Збірна   | Вагова категорія          | Місце |
| --------------------------------------- | -------- | ------------------------- | ----- |
| Всесвітні ігри військовослужбовців 2019 | Бразилія | жіноча боротьба, до 68 кг | 5     |

### Виступи на інших змаганнях
| Змагання                                                               | Збірна   | Вагова категорія          | Місце  |
| ---------------------------------------------------------------------- | -------- | ------------------------- | ------ |
| Гран-прі Іспанії з боротьби 2011                                       | Бразилія | жіноча боротьба, до 63 кг | Бронза |
| Відкритий чемпіонат Польщі з боротьби 2011                             | Бразилія | жіноча боротьба, до 63 кг | 8      |
| Турнір Дана Колова — Николи Петрова 2012                               | Бразилія | жіноча боротьба, до 63 кг | 13     |
| Олімпійський кваліфікаційний турнір з боротьби 2012 (Кіссіммі-Орландо) | Бразилія | жіноча боротьба, до 63 кг | 5      |
| Олімпійський кваліфікаційний турнір з боротьби 2012 (Тайюань)          | Бразилія | жіноча боротьба, до 63 кг | 5      |
| Олімпійський кваліфікаційний турнір з боротьби 2012 (Гельсінкі)        | Бразилія | жіноча боротьба, до 63 кг | 17     |
| Турнір Дана Колова — Николи Петрова 2013                               | Бразилія | жіноча боротьба, до 63 кг | 5      |
| Міжнародний турнір Ньюйоркського атлетичного клубу 2013                | Бразилія | жіноча боротьба, до 63 кг | 4      |
| Кубок Бразилії з боротьби 2013                                         | Бразилія | жіноча боротьба, до 63 кг | Срібло |
| Золотий Гран-прі з боротьби 2014 (Париж)                               | Бразилія | жіноча боротьба, до 63 кг | 5      |
| Турнір Дана Колова — Николи Петрова 2014                               | Бразилія | жіноча боротьба, до 63 кг | 5      |
| Золотий Гран-прі з боротьби 2014 (Баку)                                | Бразилія | жіноча боротьба, до 63 кг | 5      |
| Кубок Бразилії з боротьби 2014                                         | Бразилія | жіноча боротьба, до 63 кг | Бронза |
| Гран-прі Парижа з боротьби 2015                                        | Бразилія | жіноча боротьба, до 63 кг | 11     |
| Klippan Lady Open 2015                                                 | Бразилія | жіноча боротьба, до 63 кг | 16     |
| Кубок Бразилії з боротьби 2015                                         | Бразилія | жіноча боротьба, до 63 кг | Срібло |
| Тестовий турнір UWW 2016                                               | Бразилія | жіноча боротьба, до 63 кг | Бронза |
| Кубок Бразилії з боротьби 2016                                         | Бразилія | жіноча боротьба, до 63 кг | Золото |
| Кубок Бразилії з боротьби 2017                                         | Бразилія | жіноча боротьба, до 69 кг | Бронза |
| Олімпійський кваліфікаційний турнір з боротьби 2020 (Оттава)           | Бразилія | жіноча боротьба, до 68 кг | 8      |

### Виступи на змаганнях молодших вікових груп
| Змагання                                                 | Збірна   | Вагова категорія          | Місце  |
| -------------------------------------------------------- | -------- | ------------------------- | ------ |
| Чемпіонат світу з боротьби серед юніорів 2009            | Бразилія | жіноча боротьба, до 63 кг | 15     |
| Панамериканський чемпіонат з боротьби серед юніорів 2009 | Бразилія | жіноча боротьба, до 63 кг | Срібло |
| Панамериканський чемпіонат з боротьби серед юніорів 2010 | Бразилія | жіноча боротьба, до 63 кг | Срібло |
| Чемпіонат світу з боротьби серед юніорів 2010            | Бразилія | жіноча боротьба, до 63 кг | 5      |